# Минари
„Минари“ (на английски: Minari) е американски драматичен филм от 2020 година на режисьора Лий Айзък Чунг.

## Сюжет
Внимание:  Текстът по-долу разкрива сюжета на произведението (или части от него)!
В търсене на по-добър живот семейство Лий се мести от Южна Корея в Арканзас. Джейкъб планира да отглежда корейски зеленчуци на своя парцел и след това да ги продава в Далас. За да спечелят поне някакъв вид препитание, Джейкъб и съпругата му са принудени да работят в птицеферма от сутрин до вечер и затова децата им остават без надзор. Моника се обажда на старата си майка Сун Джи от Корея и я моли да се погрижи за отглеждането на внуците си. Бабата се опитва да управлява домакинството, но в същото време започва да отглежда растението минари (Oenanthe javanica) на брега на потока. Бабата разказва на внуците си, че минари е много издръжливо и полезно растение, което определено ще даде добра реколта. Дейвид и Ан постепенно свикват с баба си и тя им става близка и скъпа.
Земеделският бизнес, който Джейкъб се опитва да създаде, се развива много трудно. Кладенецът, който е изкопал, пресъхва и Джейкъб е принуден да плаща сметки за вода на окръга, където се намира полето му. Продавачът в Далас, който е поръчал първата реколта на Джейкъб, отменя поръчката си в последния момент и начинащият фермер трябва спешно да търси нов купувач. Скоро Джейкъб сключва нова сделка, но в същото време признава на Моника, че успехът в бизнеса му е по-важен за него от стабилността на семейството му и след емоционален спор двойката мълчаливо се съгласява да се раздели. Но внезапно нещо лошо се случва със Сун Джи – възрастната жена получава инсулт, тя практически губи говора си и не може да се движи правилно. Известно време по-късно Сун Джи случайно подпалва бараката за храна, Джейкъб и Моника се опитват да изгасят пламъците, но всичко е напразно. Изглежда, че светът окончателно се е сринал за семейство Ли. Но тогава Дейвид разказва на баща си за минарите, които баба му е отгледала. Оказва се, че е израснала много богата реколта, която може да се продаде за добри пари, и Джейкъб разбира, че старицата ги е спасила от гибел и им е дала нова надежда.

## Актьорски състав
| Актьор       | Роля                                                 |
| ------------ | ---------------------------------------------------- |
| Стивън Ян    | Джейкъб Ли – глава на семейството, емигрант от Корея |
| Хан Е Ри     | Моника Ли – съпругата на Джейкъб                     |
| Алън Ким     | Дейвид Ли – синът на Джейкъб                         |
| Ноел Кейт Чо | Ан Ли – дъщерята на Джейкъб                          |
| Юн Йо Джон   | Сун Джи – майката на Моника                          |
| Уил Патън    | Пол – религиозен съсед на семейство Ли               |
| Скот Хейз    | Били                                                 |
| Джейкъб Уейд | Джони                                                |
| Шкип Швинк   | доктор                                               |

## Снимачен процес
- Ли Айзък Чунг написва сценария на английски през 2018 г., а след това е преведен на разговорен корейски. Според Чунг сценарият му е вдъхновен от произведенията на Уила Катър и Фьодор Достоевски.
- Основните снимки започват през юли 2019 г. в Тълса, Оклахома. Снимките продължават 25 дни.